# Ministério da Habitação, Obras Públicas e Transportes
O Ministério da Habitação, Obras Públicas e Transportes foi a designação de um departamento do VIII Governo Constitucional de Portugal. O único titular da pasta foi José Viana Baptista.

## Titular
| Período                                    | Ministro            | Governo                     |
| ------------------------------------------ | ------------------- | --------------------------- |
| 4 de setembro de 1981 – 9 de junho de 1983 | José Viana Baptista | VIII Governo Constitucional |